# Сальников Роман Іванович
Роман Іванович Сальников (18 лютого 1976, м. Харків, СРСР) — український хокеїст, лівий нападник. Майстер спорту міжнародного класу. 
Виступав за ШВСМ (Київ), «Нафтохімік» (Нижньокамськ), ХК «Воронеж», «Витязь» (Подольськ), «Крила Рад» (Москва), «Барвінок» (Харків), «Амур» (Хабаровськ), «Керамін» (Мінськ), «Сокіл» (Київ), «Компаньйон» (Київ), «Витязь» (Харків).
У складі національної збірної України провів 156 матчів (40+40); учасник зимових Олімпійських ігор 2002 (4 матчі, 0+3), учасник чемпіонатів світу 1997 (група C), 1998 (група В), 1999, 2001, 2002, 2003, 2004, 2005, 2006, 2007, 2008 (дивізіон I), 2009 (дивізіон I) і 2010 (дивізіон I) (45 матчів, 7+4). У складі юніорської збірної України учасник чемпіонату Європи 1993 (група C) і чемпіонату світу 1995.
Досягнення
- Чемпіон Білорусі (2008)
- Чемпіон України (1994, 1997, 2005, 2009), бронзовий призер (2012)
- Володар Кубка Білорусі (2008).